# Treglio
Treglio (Tréjje in abruzzese) è un comune italiano di 1 718 abitanti della provincia di Chieti in Abruzzo.
Fa parte della Unione dei comuni "Città della Frentania e costa dei trabocchi".

## Geografia fisica
Treglio è un paesino in provincia di Chieti che si estende su un territorio di 4 km² in una fascia sviluppata su tre colli che digrada dolcemente verso il mare, distando 5 km dalla località balneare San Vito Marina; la sua altimetria è di 183 m s.l.m. La parte più antica della città è costituita dal centro cittadino posta sul colle centrale mentre le sue contrade Sacchetti e Paglieroni nate nell'Ottocento e sviluppatesi agli inizi del Novecento sono situate su altri due colli. In particolare nell'area di Paglieroni, Treglio può godere di una fiorente zona industriale.

## Storia
Il nome del paese deriva dal personale latino Trellus che risale al XII e XIII secolo. Come molti paesi del circondario fu feudo dell'Abbazia di San Giovanni in Venere.
Menzionato come Santa Maria in grotta Trinia viene citato come possedimento di un'abbazia in una bolla pontificia di Alessandro III del 1173, successivamente, una bolla del 1204 di Innocenzo III insieme alla chiesa viene citato anche il casale di Santa Maria di Treglio. Nel 1320 il casale appare confermato dal re Roberto all'abate di San Giovanni in Venere, casale successivamente saccheggiato dai lancianesi per rivaleggiamenti con l'abate, successivamente il paese seguì le vicende storiche di Lanciano.
Nel 1807, durante il Regno di Gioacchino Murat, venne istituito il "Comune delle Ville di Lanciano" con la fusione di Treglio, Pietra Costantina, Mozzagrogna, Santa Vittoria (Villa Romagnoli) e Santa Maria Imbaro. Nel 1816, alla caduta di Murat i Comuni di Treglio, Santa Maria Imbaro e Mozzagrogna riacquistarono la loro autonomia.

## Monumenti e luoghi d'interesse
- Chiesa di Santa Maria Assunta in cielo. In piazza San Giorgio.  La costruzione risale tra la fine del XVIIIX secolo. La chiesa fu soggetta a vari ampliamenti (o tentativi di ampliamento) e di istrutturazione come dimostrano:[9]
  - un documento datato 26 aprile 1802 che testimonia la concessione di re Ferdinando IV di Napoli di far ampliare la chiesa parrocchiale di Treglio,[9]
  - una lettera del 1818 ove si fa richiesta di fondi per ingrandire la chiesa,[9]
  - un progetto, disatteso per carenza di fondi, redatto da Vincenzo Perez[9]
  - tra il 1912 e gli anni quaranta, su progetto di Giuseppe Geniola, fu costruito il campanile, fu ristrutturata la cappella interna del Crocifisso e furono sostituite le rifiniture interne.[9]

La facciata è in mattoni e delimitata da paraste. Il coronamento è a timpano. Il campanile è sito a destra della facciata con delle paraste che suddividono i due ordini, è una torre quadrangolare con archi per le campane e un orologio pubblico. L'interno è ad un'unica navata con tre campate a volta a vela. Due cappelle sono nella volta centrale. Un'abside è posto al termine della navata. Le volte ed il coro sono stuccati ed affrescati.
- Chiesa di San Rocco. Su via Roma. La facciata è intonacata ed il portale è in laterizio, rivestito da cornice in mattoni, è sovrastato da un oculo al centro della facciata. L'edificio, di dubbia attribuzione storica pare essere dell'Ottocento.[10]

La chiesa è adibita al culto solo in occasioni speciali, ad esempio la festa di San Rocco, pee cui viene portata in processione la statua lignea posta dentro la navata.
- Chiesetta di San Giorgio: posta sulla strada della contrada, risale al XIX secolo, ed ha aspetto rurale semplice, con imbiancatura degli esterni e campanile a vela.
- Ex palazzo vescovile. In piazza San Giorgio. Anch'esso di dubbia attribuzione storica, ma pare essere della seconda metà del XVIII secolo. La facciata ha pianta rettangolare, è suddivisa su due livelli ha una copertura del tetto a quattro falde. Al centro della facciata si erge una torre. Al pian terreno vi sono delle attività commerciali, mentre, al primo piano vi sono degli appartamenti privati.[11]

## Borgo Rurale

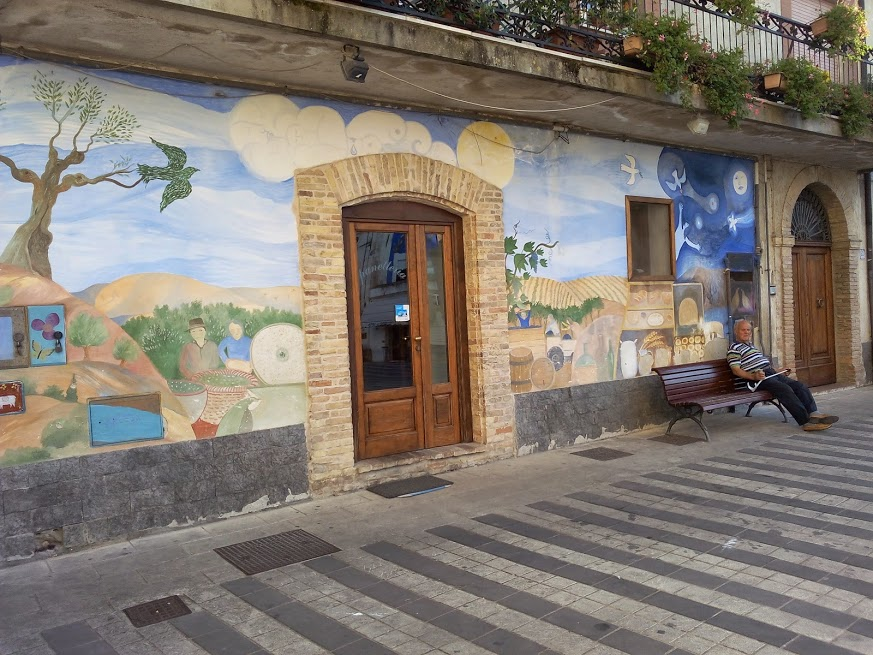
Murales in Piazza

Inizialmente, il sabato e la domenica della prima settimana di novembre, e successivamente in quelli della seconda di ogni anno si tiene il Borgo Rurale, la Festa del Vino Novello Castagne e Olio Nuovo, caratterizzata dall'allestimento nel centro storico di cantine contadine tipiche di un tempo e dalla degustazione di vino novello, olio nuovo, castagne e piatti tipici della Frentania, e durante la festa è possibile ascoltare musica dal vivo di vario genere tra i vicoli del paese. L'obiettivo che cerca di raggiungere il Borgo Rurale è quello di far conoscere il mondo dei contadini e degli agricoltori a quello turistico, consentendo alle aziende agricole ed artigianali di offrire ai turisti le prelibatezze tipiche della Frentania e di far conoscere questa parte dell'Abruzzo.

## Società

### Evoluzione demografica
Abitanti censiti

## Amministrazione
| Periodo        | Periodo        | Primo cittadino        | Partito                                                     | Carica  | Note          |
| -------------- | -------------- | ---------------------- | ----------------------------------------------------------- | ------- | ------------- |
| 23 aprile 1995 | 12 giugno 2004 | Marco D'Alessandro     | Lista Civica di Centro (1995-1999) Lista Civica (1999-2004) | Sindaco | [ 15 ] [ 16 ] |
| 13 giugno 2004 | 25 maggio 2014 | Roberto Doris          | Lista Civica Treglio Unita                                  | Sindaco | [ 17 ] [ 18 ] |
| 26 maggio 2014 | in carica      | Massimiliano Berghella | Lista Civica                                                | Sindaco | [ 1 ]         |

## Sport

### Calcio
La principale squadra di calcio della città è Treglio Calcio che milita nel girone A chietino di 3ª Categoria.